# Матч смерті

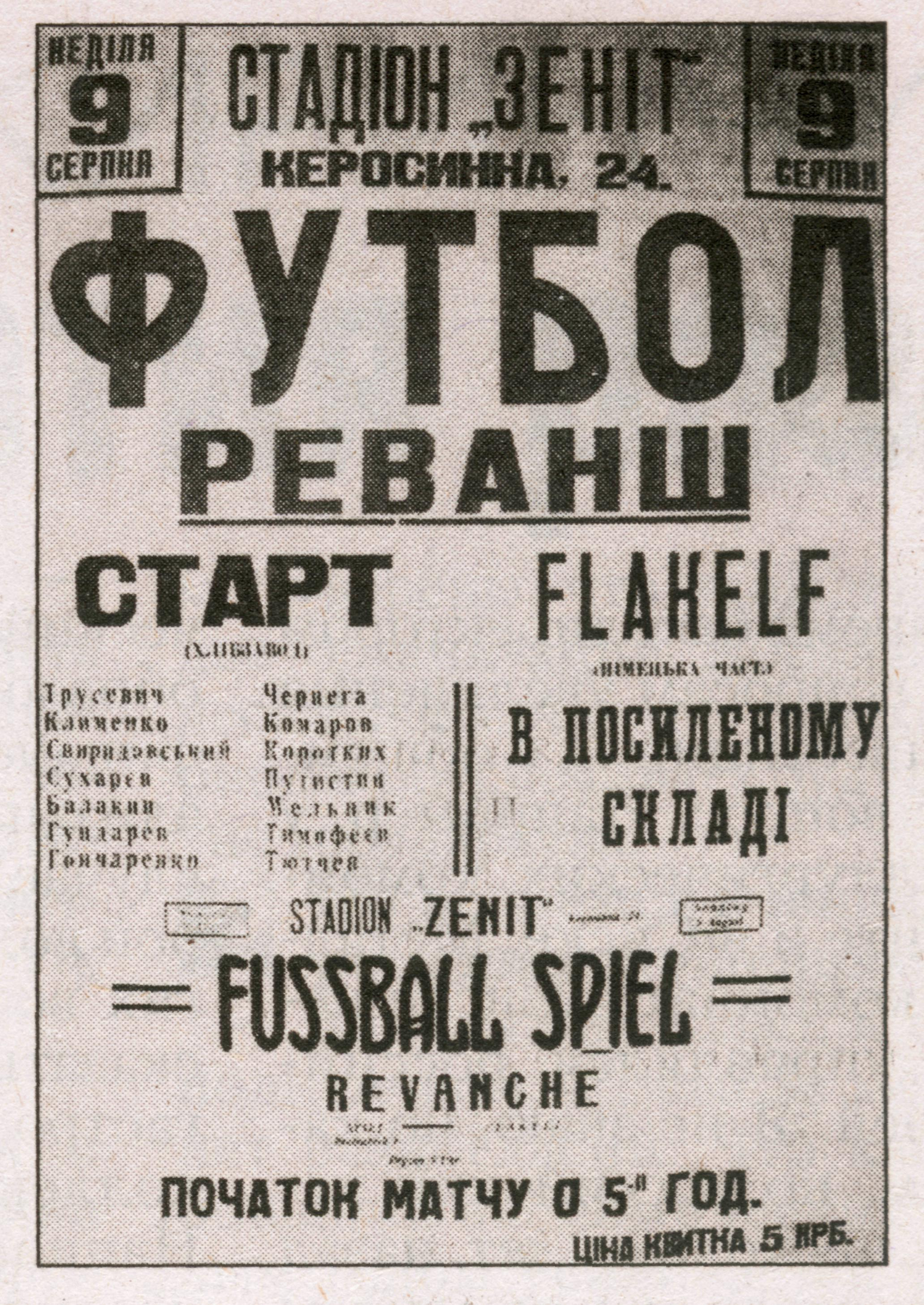
Плакат до «матчу смерті»

«Ма́тч сме́рті» — матч київської команди «Старт» (офіційно: команда київського «Хлібзаводу», зібрана з гравців довоєнних київських футбольних клубів «Динамо» і «Локомотив») проти футболістів німецької команди «Флакельф» (змішана команда футбольних аматорів Люфтваффе і зенітників ППО) — 9 серпня 1942 року на стадіоні «Зеніт», вул. Керосинна, 24. Назву «матч смерті» отримав після війни завдяки радянській пропаганді.

## Історія

Команда «Старт» (у темних футболках) і «Флакельф» (у білих) перед першим матчем 6 серпня 1942 року (справа наліво): Гончаренко, Балакін, Сухарєв, Коротких, Клименко, Комаров, Трусевич, Тимофєєв. Сидять: Ткаченко, Путистін (без майки), Мельник, Чернега

9 серпня 1942 року на поле виходив «Старт» (у документах значився як «команда хлібозаводу № 1») у такому складі: Микола Трусевич, Олексій Клименко, Іван Кузьменко, Михайло Свиридовський, Микола Коротких, Федір Тютчев, Михайло Путистін, Василь Сухарєв, Володимир Балакін, Михайло Мельник, Макар Гончаренко, Павло Комаров, Юрій Чернега, Петро Сотник. Восьмеро з них — динамівці, троє з київського «Локомотива».
Значно пізніше, у 1943 році чотирьох з гравців було розстріляно у Сирецькому концтаборі: Кузьменка, Клименка, Коротких і Трусевича.
Легендарними стали дві останні гри, коли довелося змагатися з німецькими футболістами із «Флакельфа» — команди військово-повітряних сил «Люфтваффе». Згідно з радянською пропагандою це була елітна команда «Люфтваффе», що спеціально прилетіла на матч з Німеччини, щоб підняти дух нацистів своїми перемогами. До цього вона жодного разу не програвала на окупованих територіях. Насправді це була фронтова аматорська команда, у складі якої виступали як льотчики, так і зенітники.
Першу гру 6 серпня «Флакельф», до складу якої входили найкращі німецькі спортсмени — льотчики, техніки, зенітники — програв з рахунком 1:5. По гарячих слідах 9 серпня відбувся матч-реванш, який німці знову програли — 3:5 (а не 0:6, за радянською легендою). Оце і був матч, пізніше названий «матчем смерті».
Цим двом матчам передувало ще кілька. Так, 7 червня відбувся перший футбольний матч новоствореної команди «Старт» хлібозаводу № 1, яка грала з командою збройних сил Німеччини. Матч закінчився по свистку судді, задовго до того, як вийшов його час, з рахунком 4:1 на користь киян.
17 червня — футбольний матч команди «Старт» з німецькою «PZS». Остання складалася з найкращих спортсменів німецької танкової дивізії. Гра закінчилася з рахунком 6:0 на користь киян.
19 липня — матч команди «Старт» з командою угорської армії «MSG Wal». Мадяри програли з рахунком 5:1.
26 липня в Києві відбувся матч-реванш української команди «Старт» з посиленою командою угорської армії «MSG Wal». Мадяри програли з рахунком 3:2.
16 серпня в Києві відбувся футбольний матч між «Стартом» і «Рухом» (команда з працівників українських органів влади і працівників київських фабрик). Гравці «Старту» переконливо перемогли.
За словами безпосереднього учасника матчу Макара Михайловича Гончаренка (інтерв'ю 1992 року), ніхто київським футболістам перед грою не погрожував. Після матчу вони вільно розійшлися по домівках. Через 9 днів після матчу більшість футболістів «Старту» заарештували за крадіжку хліба з хлібзаводу. Всю команду утримували в гестапо деякий час, де хлопців катували та допитували, а згодом їх було переведено в Сирецький концентраційний табір. Чотирьох із них розстріляли значно пізніше — через саботаж на хлібозаводі, де згадані футболісти працювали.
2005 року прокуратура міста Гамбурга закрила справу про «матч смерті», яку вела з 1974 року. Між виграшем українців і їхнім розстрілом зв'язку там не знайшли.

## Вшанування
Пам'ятники та пам'ятні знаки.
1. 1971 року на стадіоні «Динамо» встановили пам'ятник — гранітну стелу з горельєфними постатями чотирьох футболістів.
2. 1981 році на стадіоні «Зеніт», перейменованому на «Старт», встановили скульптурно-архітектурну композицію на честь «матчу смерті».
3. 1999 року у кварталі між вулицями Щусєва та Академіка Грекова, неподалік місця, де серед залишків розстріляних в'язнів Сирецького концтабору було знайдено футбольні бутси, встановлено пам'ятний знак — гранітний куб з символічно вибитою гранню, в якій завмер бронзовий футбольний м'яч.

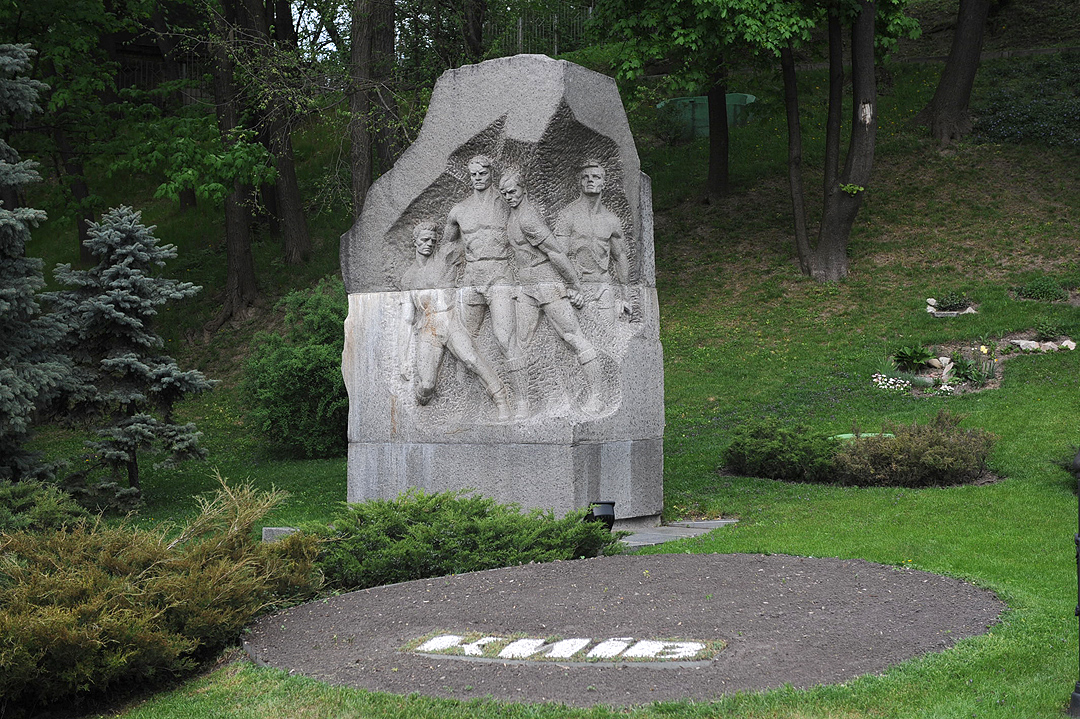
Пам'ятник на стадіоні «Динамо»
Пам'ятний знак на стадіоні «Старт»
Пам'ятник на Сирці

На пошанування спортсменів — жертв Другої світової війни — 27 травня 2006 року в Києві на стадіоні «Старт» відбувся міжнародний футбольний матч дружби аматорських команд «Журналіст України» і редакції німецького журналу «Der Spiegel» (укр. «Шпіґель»). Автором ідеї, співорганізатором і учасником цього футбольного двобою є київський журналіст Сергій Шевченко. У матчі дружби перемогли українці 5:1. Своєю акцією журналісти прагнули не лише вшанувати жертв Другої світової війни, а й «оживити» занедбану на той час спортивну споруду — історичний стадіон «Старт». Крім того, в рік проведення чемпіонату світу з футболу в Німеччині, на який уперше здобула путівку національна збірна України, спортсмени-аматори нагадали матчем дружби про сторінки спортивної слави українських футболістів..

## «Матч смерті» в мистецтві
- 1962 року в СРСР на екрани вийшов радянський художній фільм «Третій тайм», в основу сюжету якого була покладена тодішня офіційна радянська версія футбольного матчу. Імена та прізвища персонажів і назви футбольних команд у стрічці вигадані, а місце дії не названо (безіменне «місто»). За сюжетом фільму (автор сценарію О. Борщаговський), між німецькою і радянською командами відбувся єдиний матч 22 червня 1942 року, який «команда міста» виграла у гітлерівців з рахунком 4:3. У фільмі «Третій тайм» німецьких спортсменів показано свідомими порушниками футбольних правил, які намагаються виграти за рахунок нечесної гри та відвертого залякування суперника.
- У червні 2011 розпочато зйомки спільного російсько-українсько-німецького художнього фільму «Матч», продюсери якого задекларували прагнення якомога точніше дотримуватися історичної правди про «Матч смерті». Водночас, відповідаючи на прямі запитання журналістів, вони визнали історичну невідповідність фільму.[6] У квітні 2012 фільм вийшов у прокат.